# Cummingsiella ovalis
Cummingsiella ovalis är en insektsart som först beskrevs av Giovanni Antonio Scopoli 1763.  Cummingsiella ovalis ingår i släktet Cummingsiella, och familjen fjäderlöss. Arten är reproducerande i Sverige.